# Heribrand III. von Hierges
Heribrand III. von Hierges († 1114) war ein Kreuzritter, Herr von Hierges und Kastellan von Bouillon.
Heribrand war der Sohn und Erbe von Heribrand II. von Hierges, Kastellan von Bouillon, und dessen Gattin Hedwig von Orchimont.
Hierges gehörte damals zur französischen Grafschaft Champagne, während Bouillon zum deutschen Herzogtum Niederlothringen gehörte. Heribrands Lehnsherr für Bouillon war Herzog Gottfried von Bouillon.
Er war mit Hodierna († 1118), der Tochter des Grafen Hugo I. von Rethel verheiratet. Hodierna war eine Schwester Balduins von Bourcq, der 1100 Graf von Edessa und 1118 König von Jerusalem wurde.
Zusammen mit seinem Schwager Balduin nahm er im Heer Gottfrieds am Ersten Kreuzzug (1096–1099) teil. Der Chronist Albert von Aachen erwähnt ihn namentlich bei der Belagerung von Nicäa 1097.
Mit Hodernia hatte er einen Sohn, Manasses von Hierges († 1176). Dieser war von 1140 bis 1152 im Heiligen Land und machte dort als Konstabler von Jerusalem Karriere.